# Roanoke Rapids (Carolina del Norte)
Roanoke Rapids es una ciudad ubicada en el condado de Halifax en el estado estadounidense de Carolina del Norte. La localidad en el año 2000, tenía una población de 16.957 habitantes en una superficie de 20,4 km², con una densidad poblacional de 835,4 personas por km². Está ubicado a orillas del río Roanoke, junto a la frontera con Virginia.

## Geografía
Roanoke Rapids se encuentra ubicada en las coordenadas 36°27′16″N 77°39′17″O / 36.45444, -77.65472. Según la Oficina del Censo, la localidad tiene un área total de 20,4 km² (7,9 mi²), de la cual 20,3 km² (7,8 mi²) es tierra y 0,1 km² (0 mi²) (0.51%) es agua.

### Localidades adyacentes
El siguiente diagrama muestra a las localidades en un radio de 12 kilómetros (7,5 mi) de Roanoke Rapids.

## Demografía
| 1970   | 1980   | 1990   | 2000   | 2008   |
| ------ | ------ | ------ | ------ | ------ |
| 13.508 | 14.702 | 15.722 | 16.957 | 17.483 |

En el 2000 la renta per cápita promedia del hogar era de $28.745, y el ingreso promedio para una familia era de $40.337. El ingreso per cápita para la localidad era de $15.972. En 2000 los hombres tenían un ingreso .per cápita de $31.756 contra $21.305 para las mujeres. Alrededor del 18.80% de la población estaba bajo el umbral de pobreza nacional.